# Xander Bogaerts
Pour les articles homonymes, voir Bogaerts.
Xander Jan Bogaerts (né le 1er octobre 1992 à Oranjestad, Aruba) est un joueur d'arrêt-court des Padres de San Diego de la Ligue majeure de baseball.

## Carrière

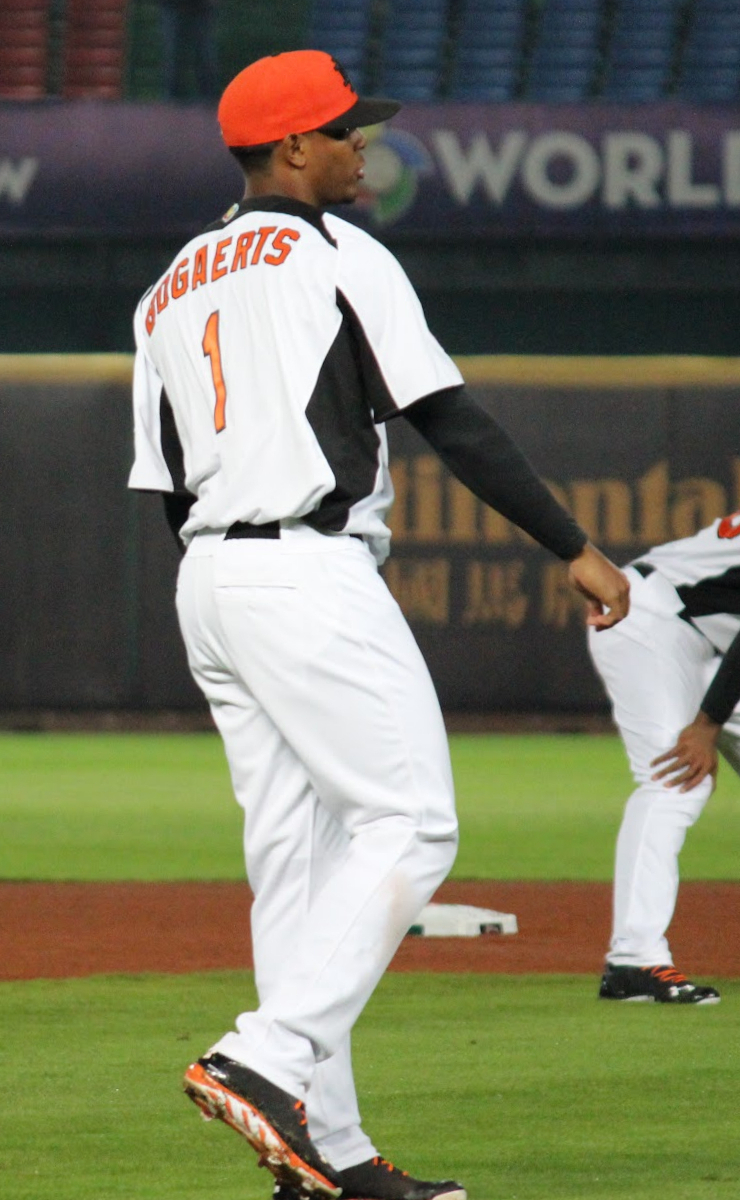
Xander Bogaerts avec les Pays-Bas à la Classique mondiale de baseball 2013.

Xander Bogaerts signe son premier contrat professionnel en 2009 avec les Red Sox de Boston. Baseball America classe le jeune joueur d'arrêt-court au 58e rang de sa liste annuelle des 100 meilleurs joueurs d'avenir en 2012. L'année suivante, Bogaerts fait un bond à la 8e place du classement.
En 2013, il représente les Pays-Bas à la Classique mondiale de baseball 2013.

### Saison 2013
Bogaerts fait ses débuts dans le baseball majeur avec les Red Sox de Boston le 20 août 2013 et participe à 18 matchs en fin de saison. Il est le 5e joueur né à Aruba à jouer dans les majeures et le premier depuis Sidney Ponson. Bogaerts joue au troisième but et à l'arrêt-court à ses débuts avec Boston. Il réussit son premier coup sûr au plus haut niveau le 24 août 2013 face au lanceur Brandon League des Dodgers de Los Angeles. Le 7 septembre suivant, il réussit aux dépens de David Huff des Yankees de New York son premier circuit dans les majeures.
En 18 matchs pour les Red Sox en fin de saison 2013, il maintient une moyenne au bâton de ,250 avec un circuit, 5 points produits, 5 buts-sur-balles et 7 points marqués. En défensive, il partage son temps de jeu entre le troisième but et l'arrêt-court.

#### Séries éliminatoires

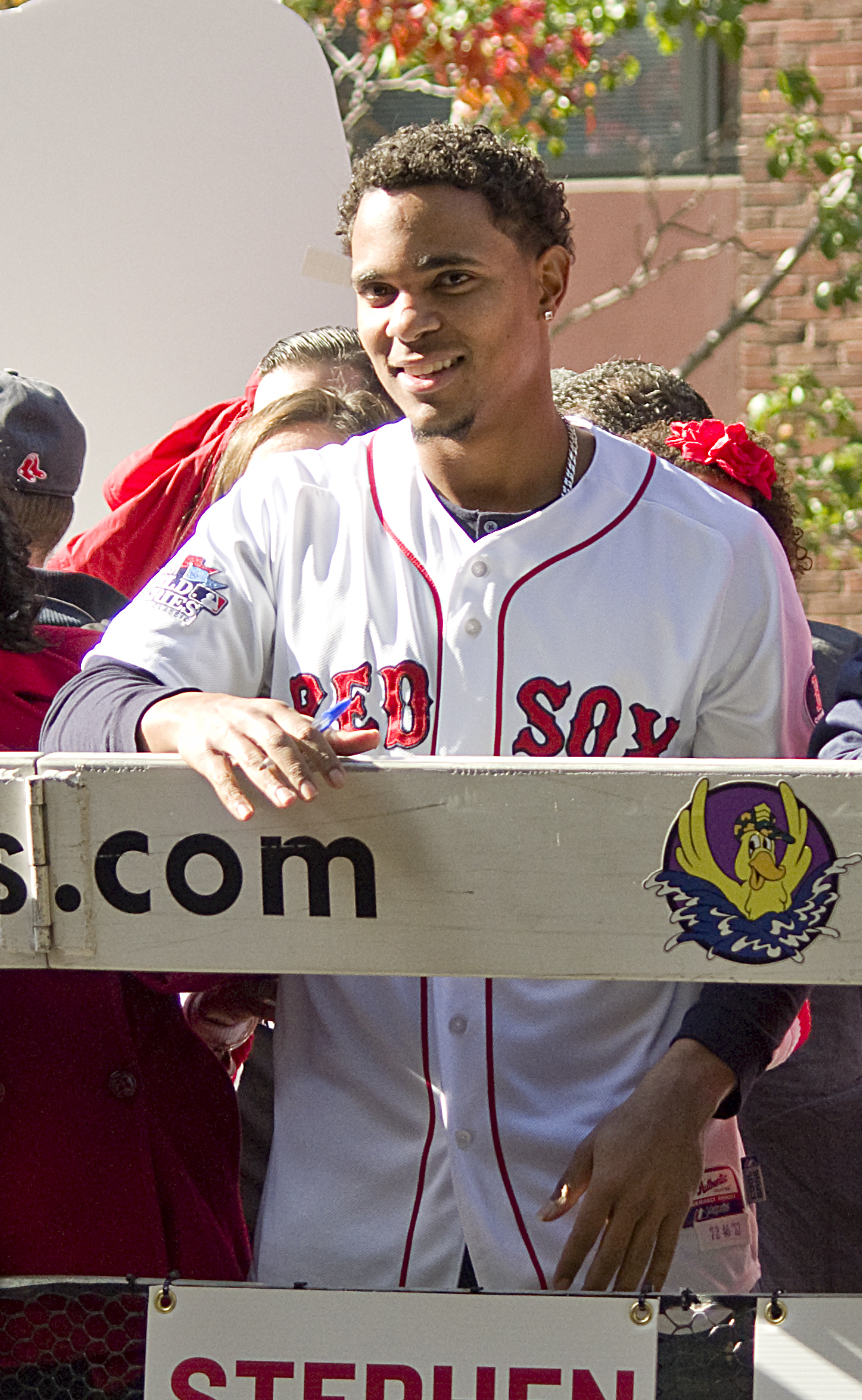
Xander Bogaerts le 2 novembre 2013 lors du défilé des champions de la Série mondiale à Boston.

Il participe à la conquête de la Série mondiale 2013 par les Red Sox et dispute 12 matchs éliminatoires, dont les 6 de la grande finale. En deux passages au bâton contre les Rays de Tampa Bay dans la Série de division, Bogaerts récolte deux buts-sur-balles et marque 3 points (il a aussi fait une présence comme coureur suppléant).
En Série de championnat, il est appelé à remplacer Will Middlebrooks, le joueur de troisième but qui connaît une mauvaise séquence. Bogaerts entre donc en jeu dans 5 des matchs de la finale de la Ligue américaine, marque 4 points et frappe pour ,500 avec 3 doubles et 3 buts-sur-balles en 9 passages au bâton. Dans le 5e duel contre les Tigers de Détroit, il réussit un double en 2e manche au cours d'une poussée de 3 points contre le lanceur Aníbal Sánchez puis réalise un double jeu important en défensive. Enfin, en Série mondiale contre les Cardinals de Saint-Louis, il récolte 5 coups sûrs dont un triple et marque à deux reprises. Il termine les éliminatoires 2013 avec une moyenne au bâton de ,296 et une forte moyenne de présence sur les buts de ,412.

### Saison 2014
Bogaerts connaît une modeste saison recrue en 2014 avec 12 circuits et une moyenne au bâton de ,240 en 144 matchs joués. Sa moyenne de présence sur les buts de ,297 est particulièrement faible. 
En 2014, il alterne entre l'arrêt-court et le troisième but, avant de prendre définitivement la place d'arrêt-court en 2015.

### Saison 2015
Bogaerts est 2e de la Ligue américaine derrière le champion frappeur Miguel Cabrera en 2015 avec une moyenne au bâton de ,320. Ses 196 coups sûrs le placent aussi second de l'Américaine derrière les 200 de José Altuve. En 156 matchs, il réussit 35 doubles et compile 81 points produits. Il remporte le Bâton d'argent du meilleur joueur offensif à la position d'arrêt-court.

### Saison 2016

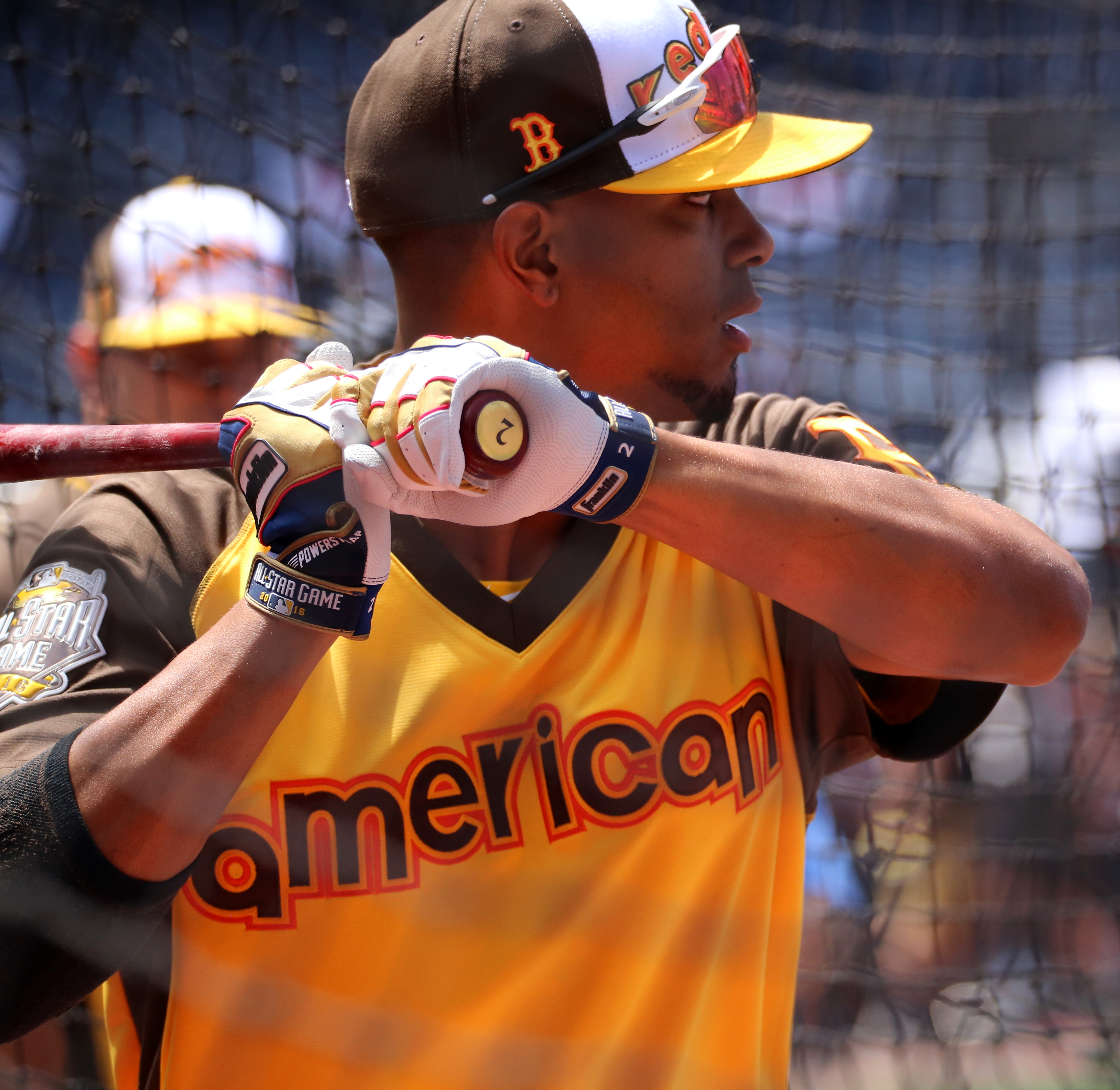
Xander Bogaerts à son premier match d'étoiles en 2016 à San Diego.

En 157 parties jouées en 2016, Bogaerts atteint de nouveaux sommets personnels de 115 points marqués, 89 points produits et 21 circuits (14 de plus que la saison précédente). Il approche ses totaux de coups sûrs et de doubles de l'année d'avant, avec 192 et 34, respectivement. Sa moyenne au bâton s'élève à ,294. Ses performances offensives sont récompensées d'un second Bâton d'argent du joueur d'arrêt-court et à la mi-saison il honore sa première sélection au match d'étoiles.

## Vie personnelle
Xander Bogaerts a un frère jumeau, Jair Bogaerts, jouant au baseball pour des clubs affiliés aux Cubs de Chicago. Jair est passé des Red Sox aux Cubs en mars 2012 en guise de compensation pour le départ de l'exécutif Theo Epstein d'une franchise à l'autre.
Xander Bogaerts est accueilli en héros à Aruba en novembre 2013, à sa première visite dans le pays après la conquête de la Série mondiale par les Red Sox. Il devient à cette occasion la première personne honorée sur le Walk of Fame, une allée de célébrités nouvellement créée, et on donne son nom à un terrain de baseball, récemment rénové, qui est situé près de la maison où il a grandi.